# 舊眉
舊眉，是臺灣彰化縣溪州鄉的一個地名，位於該鄉西北部。相較於今日行政區，其範圍大致包括舊眉村、圳寮村北部陸軍路以西地帶，以及北斗鎮西德里西南部。

## 歷史
台灣清治末期至日治初期，舊眉地區為一街庄，稱為「舊眉庄」，隸屬於東螺西堡。該庄東北與北勢藔庄為鄰，東南及南與圳藔庄為鄰，西南邊、西邊及西北邊為溪洲庄。。
1901年（日治明治三十四年）11月，全台廢縣廳改設二十廳，該庄隸屬於彰化廳。1903年（明治三十六年）6月，該庄編入「舊眉區」，隸屬於彰化廳。1909年（明治四十二年）10月，合併二十廳為十二廳，舊眉區改隸屬於臺中廳。1920年（大正九年），廢廳、支廳、區、街庄（舊制）改設州、郡、街庄（新制）、大字，該庄改制為「舊眉」大字，隸屬於臺中州北斗郡溪州庄。
戰後溪州庄改制為溪州鄉，隸屬於臺中縣，大字亦改制為村。1950年10月，中、彰、投分治，溪州鄉改隸屬彰化縣。

## 聚落
本地區發展較早的聚落為舊眉，在日治期初期的官方地圖上已有記載。此外，本地區尚有舊眉組聚落。

## 交通
省道台1線（中山路四段）又稱「縱貫公路」，是台北至屏東楓港的傳統平面幹道，大致以東北—西南走向轉東北東—西南西走向經過本地區西北部邊界地帶。由該道路向東北可前往北斗、田尾、永靖、員林等地，向西南西可前往溪州市區、西螺、莿桐、斗南等地。
縣道152號（溪下路四段）是大城鄉公館至名間的道路，大致以西北—東南走向蜿蜒經過本地區西南部邊界外不遠處。由該道路向西北可前往溪州市區、埤頭南部、竹塘、大城並止於省道台17線路口，向東南可前往二水、名間並止於省道台3線路口。
鄉道彰100線（移民路）是大橋組至西畔的道路，其西北側端點位於本地區北部的鄉道彰182線路口。由此向南南西繞彎道轉東南，至本地區東部邊界地帶經鄉道彰101線路口並出境後，可前往圳寮並止於其東北部的鄉道彰107線路口。
鄉道彰101線（神農路、陸軍路）是北斗至潮洋厝的道路，大致以北北東—南南西走到達本地區極東點後沿本地區東部邊界南側而行，經鄉道彰100線路口後轉南微西仍沿邊界而行以至出境。由該道路向北北東可前往北勢寮東南端、西北斗、北勢寮東北部並止於省道台1線路口，向南微西可前往圳寮、圳寮與三條圳交界地帶、潮洋厝並止於濁水溪北岸堤防道路。
鄉道彰103線（保安路）是東州至三條圳的道路，其北側端點位於本地區西部邊界地帶的縣道152號舊線（登山路四段）。由此向南南西可前往溪州南部、三條圳南部偏東並止於鄉道彰106線路口。
鄉道彰182線（舜耕路）是芙朝口至七星的道路，大致以西北－東南走向轉西微北－東微走向再轉西北西－東南東走向經過本地區北部。由該道路向西北至省道台線轉東北與其共線再轉西北西可經溪州東北端、番子埔、牛稠子（今名芙朝）並止於鄉道彰185線路口，向東南東可前往北勢寮東南端、西北斗中部偏南並止於鄉道彰101線路口。

## 廟宇
- 北斗大橋組壽安宮（媽祖廟）